# Gua Musang (plaats)
Gua Musang is een plaats en gemeente (majlis daerah; district council) in de Maleisische deelstaat Kelantan. De gemeente telt 86.000 inwoners en is de hoofdplaats van het gelijknamige district.

## Foto's

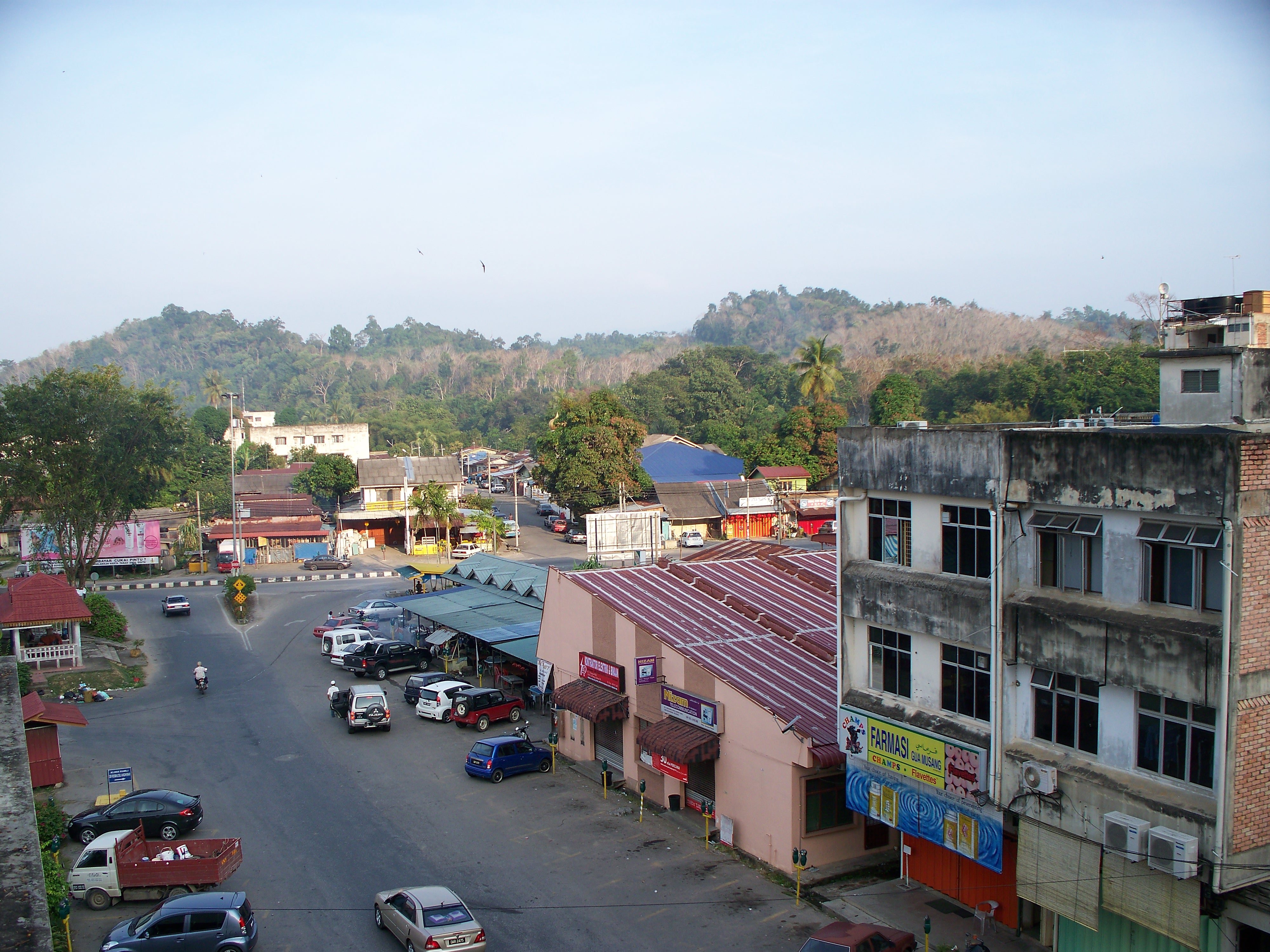
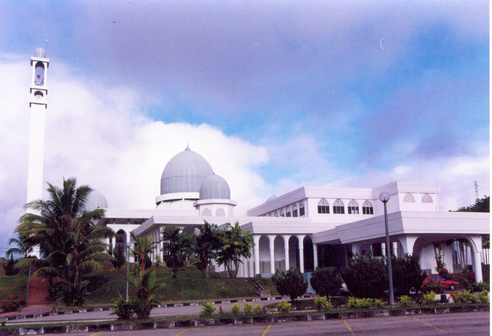